# Jack Harris
Jack Harris, född maj 1902, död 23 augusti 1997, var en friidrottare från Kanada. Han deltog vid olympiska sommarspelen 1924.